# Герои волшебного леса
«Герои волшебного леса» (порт. Perlimps, «Перлимпы») — бразильский полнометражный анимационный фильм 2022 года, снятый Але Абреу по собственному сценарию и ставший его следующей полнометражной работой после мультфильма «Мальчик и мир» 2013 года.
Премьера фильма состоялась 16 июня 2022 года в рамках особого показа на фестивале анимационных фильмов в Анси, затем фильм участвовал во многих других фестивалях. В Бразилии фильм вышел в прокат 9 февраля 2023 года. В России фильм вышел 15 июня 2023 года, прокатчиком стала компания «Кинологистика».

## Сюжет
Волшебному лесу угрожает опасность: к нему подбираются устрашающие Гиганты, которые могут уничтожить лес и его обитателей. Ведущий наблюдение за Гигантами секретный агент Царства Солнца Клэ (оранжевый лисёнок, называющий себя волком) встречает секретного агента противоположного лагеря, Царства Луны, — это Бро, похожий на синего медведя, но со львиным хвостом. Несмотря на разногласия, герои со временем вынуждены объединить усилия, чтобы защитить лес от наступления Гигантов и их разрушающей «волны». Для этого они должны найти загадочных Перлимпов, которые несут в себе огромную жизненную силу.
Двое героев отправляются в совместное путешествие и встречают различные опасности. Они также знакомятся с Джоном «Духоптицем» из Царства Бесконечности. Тот рассказывает им, что когда-то был авиатором и состоял на службе у Гигантов. Он также обещает отправить Клэ и Бро к «месту встречи» — как они думают, с Перлимпами, однако в действительности они оказываются там, где познакомились друг с другом. Вместе они идут к заводу Гигантов, чтобы уничтожить его, но их прогоняет огромный военный вертолёт, который преследует их. У Бро возникает подозрение, что Клэ на самом деле — агент Гигантов и, более того, сын Золотого Капитана, их предводителя. В этот момент трос из вертолёта утаскивает Клэ наверх, а на лес обрушивается поток воды — Гиганты, то есть люди, строили большую плотину, чтобы затопить этот участок леса.
Клэ оказывается рыжим мальчиком, который три дня провёл в лесу. Его находят солдаты и возвращают родителям — отцом его действительно оказывается руководитель строительства по прозвищу Золотой Капитан. Клэ везут домой через город, где у пограничной заставы он видит фургон бедной семьи и стоящего возле него мальчика, похожего на Бро. Клэ и Бро обмениваются взглядами. Во внутреннем монологе Клэ говорит, как бы сообщая кому-то по рации, что его миссия выполнена и теперь он внедрился в Царство Гигантов.

## Роли озвучивали
- Лоренцо Тарантелли — Клэ
- Джулия Бените — Бро
- Стенио Гарсия — Джон
- Нилл Маркондеш — отец / солдаты
- Роза Роза — мать

## Создание
Фильм создавался на киностудиях Sony Pictures Television, Globo Filmes, Buriti Filmes и Gloob. В реализации замысла режиссёра ему помогал выдающийся бразильский аниматор Сандро Клеузо, работавший над многими проектами крупных студий, а также музыкальный коллектив O GRIVO, который создаёт причудливые инструменты из необычных материалов. В фильме использована ручная рисовка чернильными пятнами, двухмерная и трёхмерная анимация (3s и 2s).
В интервью Але Абреу признался, что не считает свой фильм именно детским и что он предполагал, что тот подходит для широкой аудитории. Ему самому при создании фильма в большей степени хотелось исследовать цветовую палитру и различные сложные техники, в отличие от более минималистичного мультфильма «Мальчик и мир». Режиссёр отметил, что он всегда находился под влиянием живописи, и применительно к «Героям волшебного леса» особенную роль играли вырезки Матисса; впрочем, различные влияния настолько переплелись, что ему и самому уже было бы трудно определить, что именно присутствует в фильме.
Ещё до премьеры фильма им заинтересовались дистрибьютеры на Каннском кинорынке: в мае 2022 года UFO Distribution приобрела права на показ фильма во Франции. Позже фильм был приобретён в Японии, Китае, СНГ и странах Балтии, Швеции и Португалии. Международным распространением занималась компания Best Friend Forever.

## Отзывы
Режиссёр фильма признался, что не всегда думал именно об экологическом послании в фильме, отчасти потому, что для Бразилии осознание опасности обезлесения давно присутствует по умолчанию. Он также отметил, что в его понимании Волшебный лес — это особое пространство, ассоциируемое с детством, в котором всё возможно и нет преград для дружбы, однако сохраняется связь с природой. По его мнению, ситуация в Бразилии в настоящее время стала плачевной, хотя поляризация и противостояние между людьми свойственны всему миру.
В свою очередь продюсер фильма Луис Болоньези высказался о том, что история, показанная в фильме, могла бы происходить сейчас в ситуации вторжения России на Украину.